# Søerne

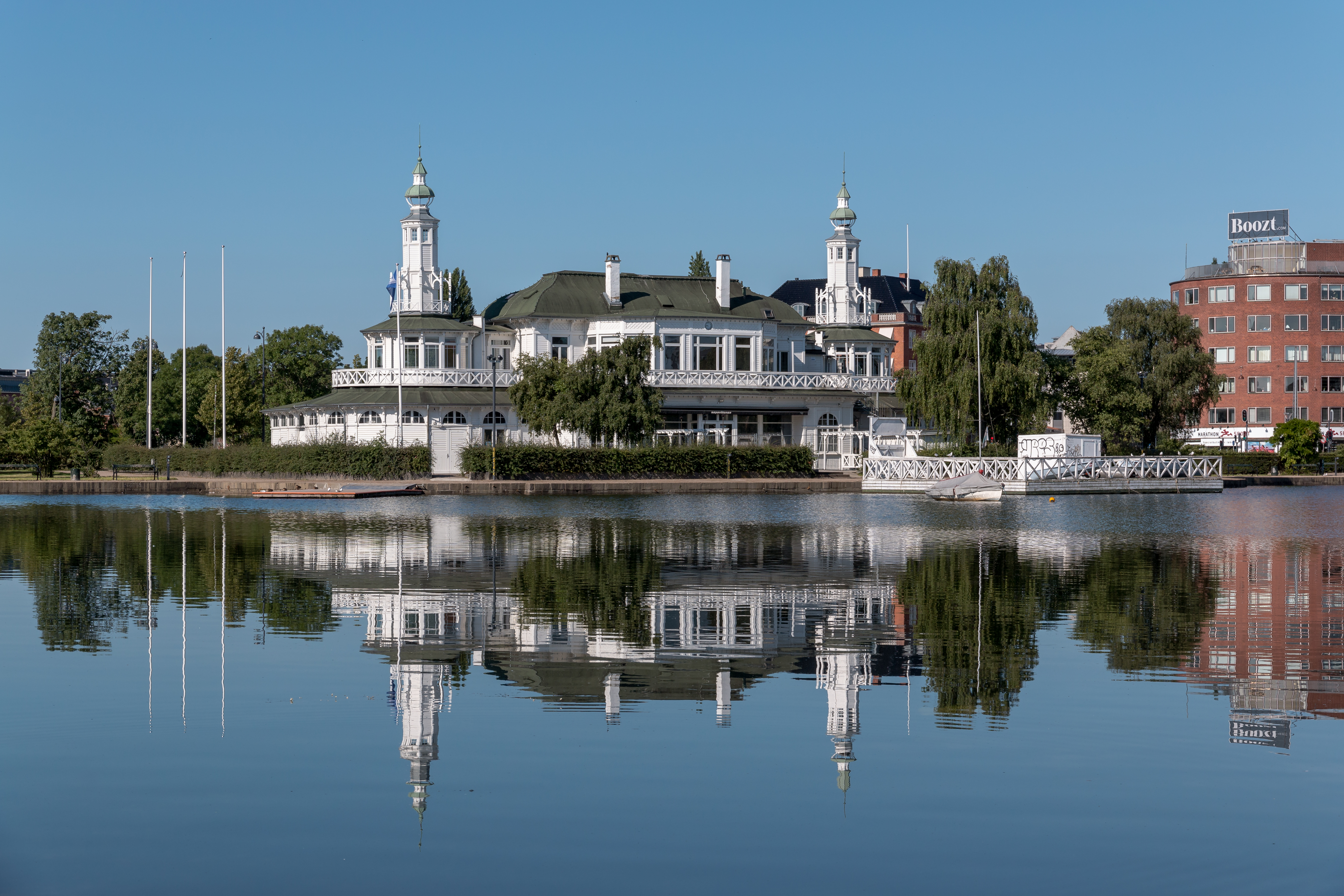
Le Pavillon du lac, en bordure du Peblinge ou lac de l'étudiant.

Søerne est un ensemble de cinq lacs encerclant par le nord le centre-ville de  Copenhague. Ces cinq lacs étaient avant le XVIe siècle, un bras de mer, avant qu'il ne soit endigué.
Les deux lacs méridionaux se sont appelés Sankt Jørgens Sø (danois : « Lac Saint-Georges »). Le lac central s'appelle Peblinge Sø (danois : « Lac des Étudiants »). Les deux lacs septentrionaux se sont appelés Sortedams Sø (danois: « Lac du Barrage Noir »).